# Titularbistum Hadrianopolis in Pisidia
Hadrianopolis in Pisidia war eine antike Stadt in der römischen Provinz Pisidia bzw. Lycaonia in der südlichen Türkei.
Hadrianopolis in Pisidia (ital.: Adrianopoli di Pisidia) ist ein ehemaliges Bistum der römisch-katholischen Kirche und heute ein Titularbistum. Es gehörte der Kirchenprovinz Antiochia ad Pisidiam an.
| Titularbischöfe von Hadrianopolis in Pisidia |                              |                                                                     |                |                   |
| Nr.                                          | Name                         | Amt                                                                 | von            | bis               |
| 1                                            | Leo Aloysius Pursley         | Weihbischof in Fort Wayne (USA)                                     | 22. Juli 1950  | 29. Dezember 1956 |
| 2                                            | Bernardino N. Mazzarella OFM | Prälat von Inmaculada Concepción de la B.V.M. en Olancho (Honduras) | 20. Juli 1957  | 13. März 1963     |
| 3                                            | Filemón Castellano           | emeritierter Bischof von Lomas de Zamora (Argentinien)              | 16. April 1963 | 20. Dezember 1970 |